# Jean-Baptiste Isabey
Jean-Baptiste Isabey (Nancy, 11 de abril de 1767 - París, 18 de abril de 1855) fue un retratista y miniaturista francés.

## Biografía
Con diecinueve años, luego de tomar algunas lecciones con François Dumont, un pintor de miniaturas al servicio de María Antonieta, entró como aprendiz de Jacques-Louis David. Fue empleado en Versalles para pintar retratos de los duques de Angoulême y Berry; la reina le encargó un trabajo que fue el comienzo de una larga lista de pinturas que realizó para los distintos gobernantes de Francia hasta su muerte en 1855.
Fue apadrinado por Josefina de Beauharnais y Napoleón Bonaparte, se ocupó de organizar las ceremonias para su coronación y preparó dibujos para la publicación planeada para su conmemoración oficial, un trabajo que le fue pagado por Luis XVIII cuyo retrato (grabado por Debucourt) realizó en 1814. Aunque Isabey reconoció a Napoleón a su regreso de Elba, continuó disfrutando de los favores de la Restauración, y tomó parte en la organización de la ceremonia de coronación de Carlos X.